# Boucher de Perthes

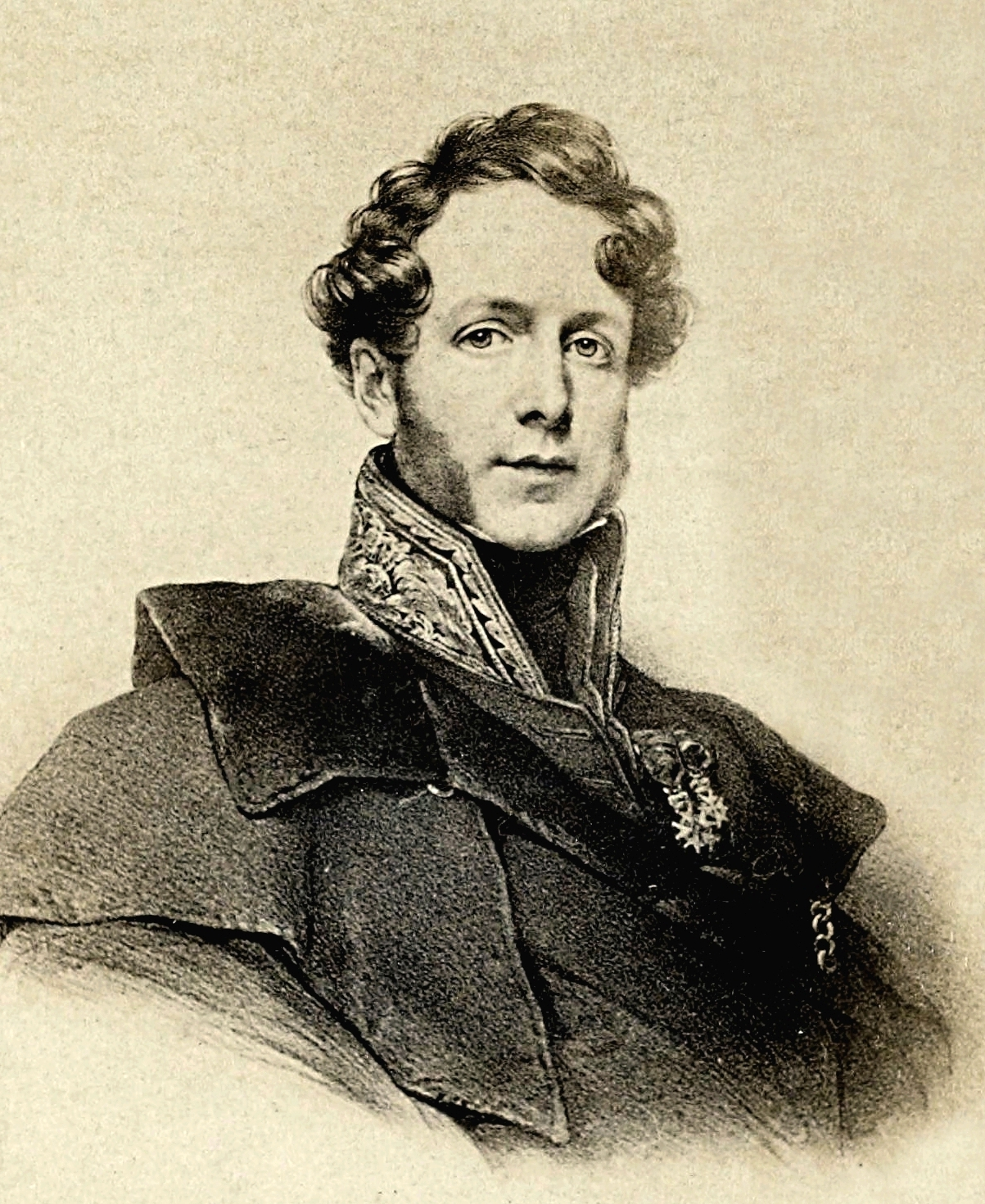
Jacques Boucher de Crèvecœur de Perthes

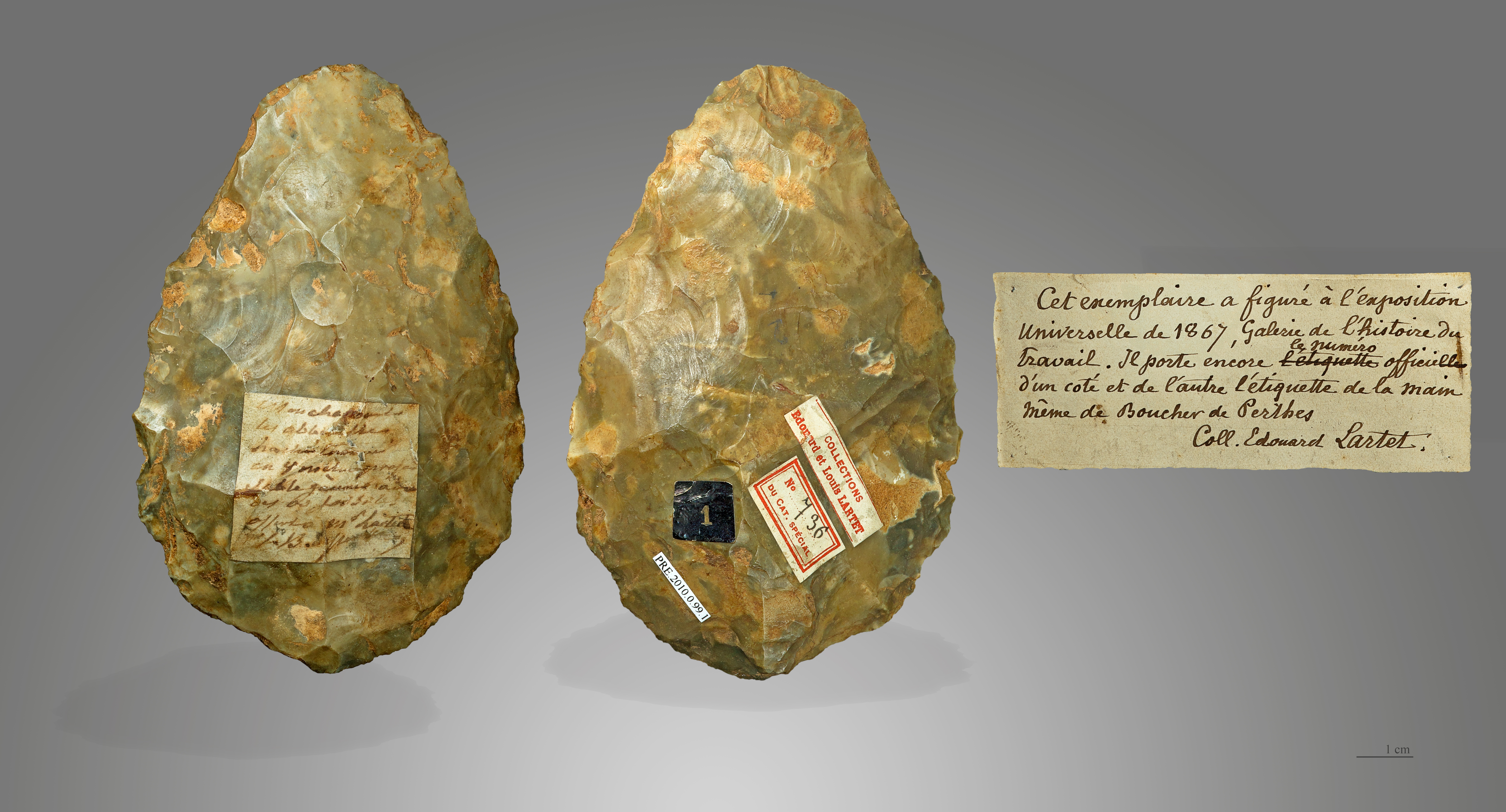
Hankil, påträffad i Menchecourt-les-Abbeville, utställd på världsutställningen 1867.

Jacques Boucher de Crèvecœur de Perthes, född 10 september 1788 i Rethel i Ardennerna, död 5 augusti 1868, kallas mestadels Boucher de Perthes, fransk geolog, arkeolog och tullförvaltare i Abbeville i Sommedalen i nordvästra Frankrike.
Boucher föddes som äldste son till adelmannen Jules Armand, som var tulldirektör i Saint-Valéry-sur-Somme. Hans mor, av släkten de Perthes, räknade sitt släktskap från Jean d'Arc. Fjorton år gammal började han att arbeta i sin fars kontor. 1805, då kontinentalsystemet infördes utvidgades det franska tullverket drastiskt, och Boucher steg snabbt i graderna och förflyttades till Marseille, Genua, Livorno och Foligno. Han sändes därefter på en lång resa till Italien och Centraleuropa för att rapportera om kontinentalsystemets inverkan i området, och vid sin återkomst placerades han i Boulogne. Napoleons fall satte stopp för hans snabba befordran, och efter en tids tjänstgöring i Paris lyckades Boucher bli överflyttad till Abbeville för att överta tullbefälet där, sedan hans far dragit sig tillbaka.
Från sin far hade han ärvt ett intresse för naturhistoria, och redan 1826 var han verksam med att studera geologiska skikt i stadens grustag. Han påträffade då flintstycken i de skikt, som enligt samtidens geologer härrörde från tiden "före syndafloden". Boucher reagerade på flintornas form, som knappast såg ut att vara naturligt formade, men först 1832 lyckades han hitta en handkil, likadan som en som fornforskaren John Frere inrapporterat till Society of Antiquaries 1797. Först nu började han på allvar sina undersökningar i Sommedalen, och lyckades skapa en avsevärd samling av flintredskap från avlagringar, samt flera ben från utdöda djur som mammutar, grottbjörnar, noshörningar m.m. År 1838, sedan han själv var helt övertygad om att människor levat i Frankrike redan under mammutarnas tid, framlade han sina belägg för Société d'Emulation.
Bouchers påståenden bemöttes med artig misstro. Boucher lät sig inte bekomma utan presenterade 1839 sin teori för Institutet i Paris, som snarast var ännu kallsinnigare. Boucher var dock envis och återvände till Abbeville där han påbörjade publiceringen av sina fynd: ett monumentalt verk i fem volymer med titeln De la Création, essai sur l'origine et la progression des êtres. 
Sedan han 1847 blivit ordförande i Société d'Emulation publicerade han Antiquités celtiques et antédiluviennes (1847-65) i tre band, där han menade sig tydligt bevisat att fynden från hans grävningar var flera tusen år äldre än Frankrikes övriga fornlämningar. Vinden hade nu delvis börjat vända. Christian Jürgensen Thomsens forntidsindelning började vinna allmän acceptans och Jens Jacob Worsaae som på 1840-talet hade högt internationellt anseende besökte Boucher och gav hans undersökningar goda vitsord. 
Utomlands fick Bouchers undersökningar allmän acceptans, men i Frankrike var motståndet starkare. Först sedan en doktor Rigollet från Amiens 1854 beslutat bekämpa Boucher med hans egna vapen, och själv företog en serie utgrävningar i grustagen vid Saint-Acheul, men tvärtom kunde se Bouchers teser bekräftade och därefter renhårigt ställde sig på Bouchers sida, vände vinden. 
Fyndplatserna vid Saint-Acheul och Abbeville blev nu vallfartsorter för fornforskare och geologer både i Frankrike och England. I september 1859 framlades och erkändes Bouchers teorier inför British Association och Royal Society. I oktober samma år fick han även sina teorier erkända i franska vetenskapsakademin.
Berömmelsen och erkännandet kom dock att slå tillbaka mot Boucher. Han hade redan hittat de utdöda djurens ben och stenredskapen efter människorna. Han ville nu hitta skeletten efter dessa människor, och utfäste en hög belöning till den arbetare som kunde hitta ett sådant åt honom. Föga förvånande dröjde det inte länge innan han 1863 fick ett käkben i sin hand, som vid en senare undersökning av en engelsk arkeolog visade sig vara förfalskat. Det visade sig dessutom att det från 1860 vuxit fram en mindre handkilsindustri bland arbetarna, som sålde sina alster inte bara till Boucher utan även till andra arkeologer som börjat flockas kring fyndplatserna.
Efter dessa motgångar drog sig Boucher tillbaka från sin arkeologiska forskning, och avled fem år senare.
Boucher var även intresserad av politik och stred för kvinnornas rätt i samhället, världsfred och en höjning av arbetarklassens levnadsstandard. Han kandiderade till senaten men lyckades aldrig vinna någon plats.